# Begravelse (typografi)
Indenfor typografien er et gammelt udtryk begravelse  betegnelsen for et eller flere ord, der ved en fejl mangler i teksten.